# ولایت جزایر بحر سفید

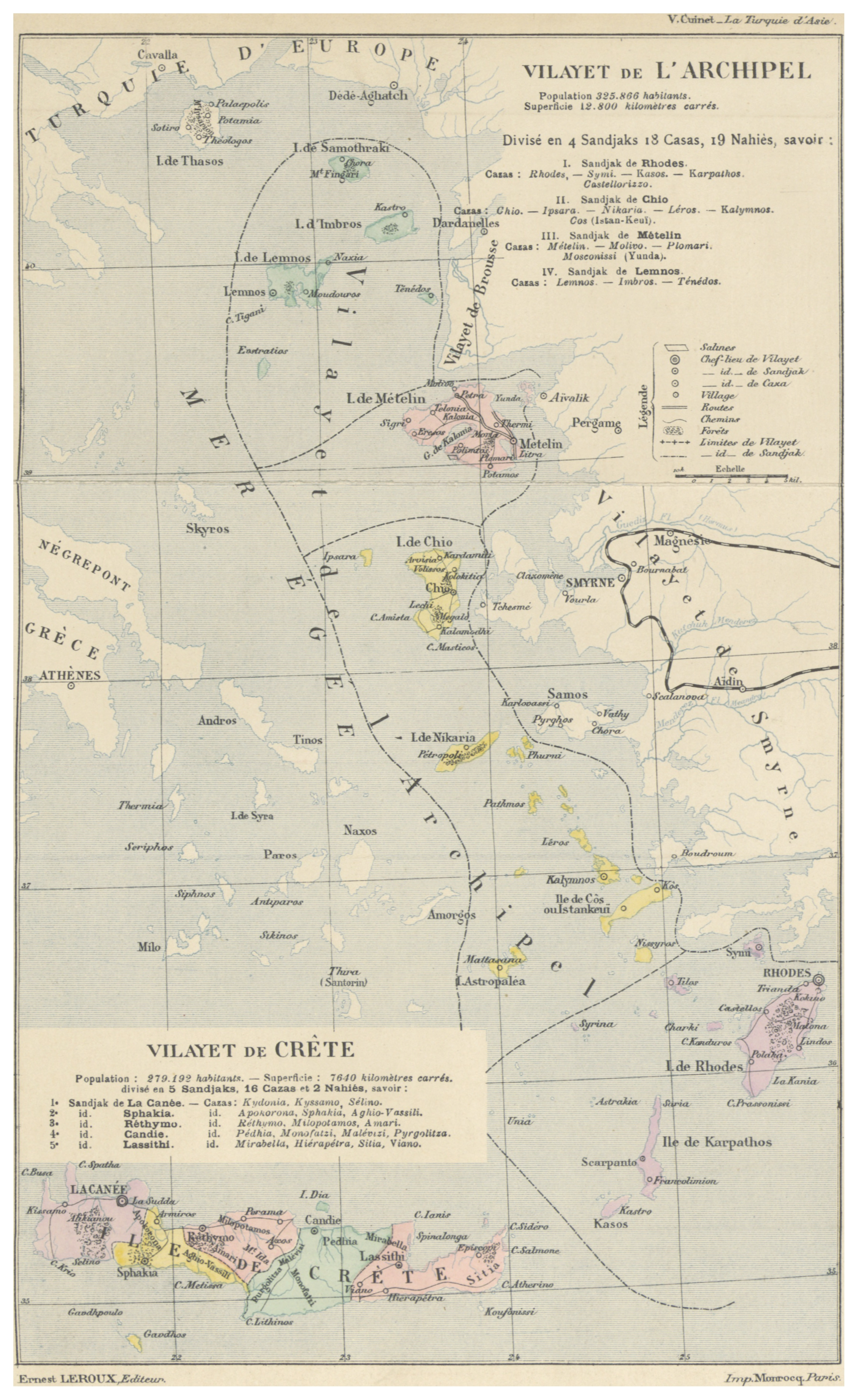
نقشه‌ای از ولایت جزایر بحر سفید در ۱۸۹۰

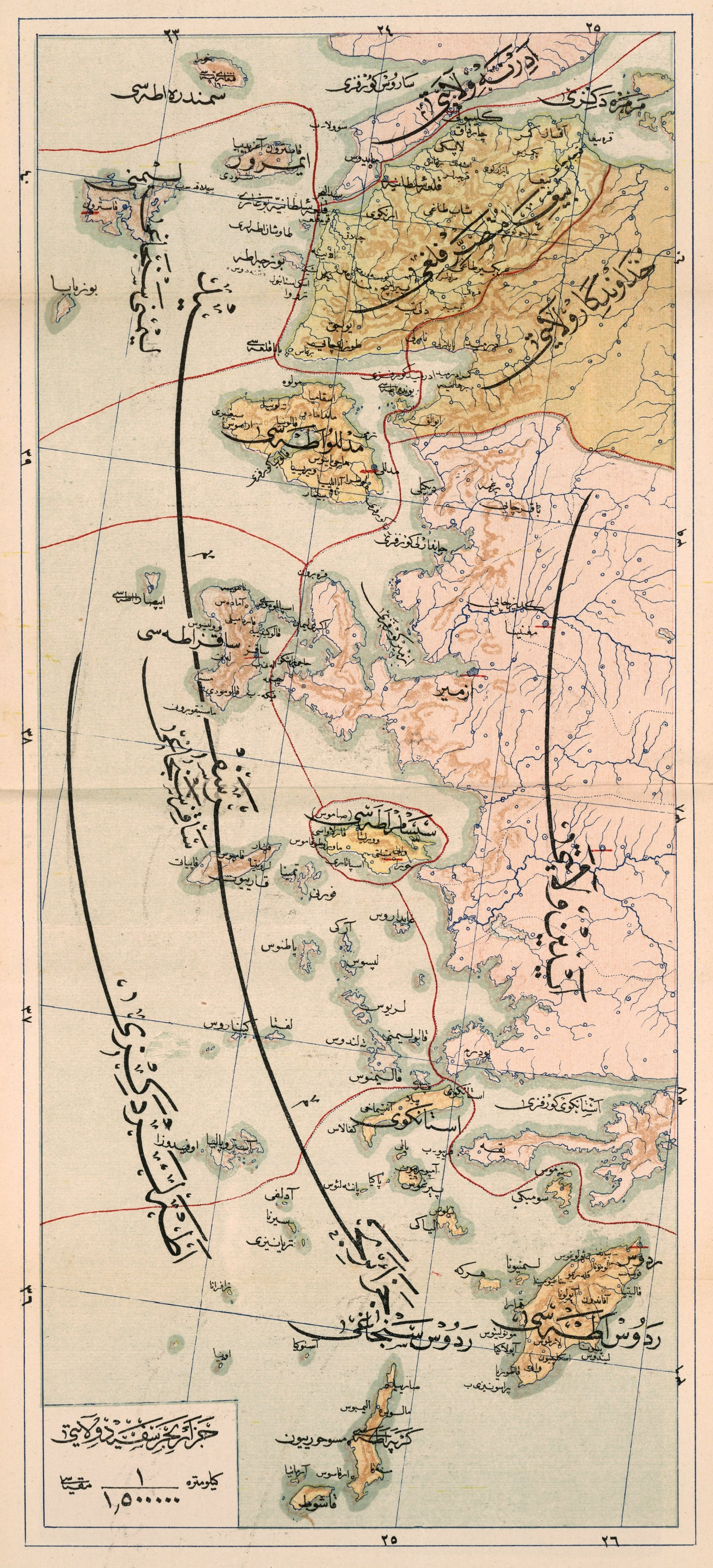
نقشه‌ای به زبان ترکی عثمانی از ولایت جزایر بحر سفید در ۱۹۰۷

ولایت جزایر بحر سفید (بحر سفید همان دریای مدیترانه است) یکی از ولایات امپراطوری عثمانی بود که در ۱۸۶۷ تشکیل شد و تا ۱۹۱۲ برقرار بود. این ولایت در بیشترین وسعت خود محدوده جزایر دریای اژه عثمانی، قبرس و تنگه داردانل را در بر می‌گرفت وا دارای جزایر پرشماری بود. قبرس بزرگترین جزیرهٔ این ولایت بود.
در آغاز قرن بیستم میلادی این ولایت مساحتی برابر با ۱۲۸۵۰ کیلومتر مربع داشت. در حالی نتایج مقدماتی اولین سرشماری عثمانی در ۱۸۸۵ میلادی جمعیت ۳۲۵۸۶۶ نفری در این ایالت را نشان می‌دهد که دقت آمار و ارقام جمعیت اساس هر منطقه‌ای که از آن جمع‌آوری شده‌است چیزی میان تقریباً تا صرفاً حدسی است.

## تقسیمات اداری
سنجاق‌های این ولایت:
- سنجاق رودس
- سنجاق موتیلنه
- سنجاق سقز
- سنجاق لیمنی
- سنجاق قبرس